# Episodi di Power Rangers RPM
La prima e unica stagione della serie televisiva Power Rangers RPM è composta da 32 episodi, andati in onda negli Stati Uniti dal 7 marzo al 26 dicembre 2009 su ABC e in Italia dall'11 febbraio 2013 su K2.
| nº | Titolo originale           | Titolo italiano               | Prima TV USA      | Prima TV Italia  |
| -- | -------------------------- | ----------------------------- | ----------------- | ---------------- |
| 01 | The Road to Corinth        | Verso Corinth                 | 7 marzo 2009      | 11 febbraio 2013 |
| 02 | Fade to Black              | Dissolvenze                   | 7 marzo 2009      |                  |
| 03 | Rain                       | Pioggia                       | 14 marzo 2009     |                  |
| 04 | Go for the Green           | Forza Verde                   | 21 marzo 2009     |                  |
| 05 | Handshake                  | Stretta di Mano               | 28 marzo 2009     |                  |
| 06 | Ranger Green               | Ranger Green                  | 4 aprile 2009     |                  |
| 07 | Ranger Red                 | Ranger Red                    | 11 aprile 2009    |                  |
| 08 | Ranger Yellow              | Ranger Yellow (1ª Parte)      | 18 aprile 2009    |                  |
| 09 | Ranger Yellow: Part 2      | Ranger Yellow (2ª Parte)      | 25 aprile 2009    |                  |
| 10 | Ranger Blue                | Ranger Blue                   | 2 maggio 2009     |                  |
| 11 | Doctor K                   | Dottor K                      | 9 maggio 2009     |                  |
| 12 | Blitz                      | Blitz                         | 16 maggio 2009    |                  |
| 13 | Brother's Keeper           | Il Guardiano di Mio Fratello  | 23 maggio 2009    |                  |
| 14 | Embodied                   | Un Nuovo Corpo                | 13 giugno 2009    |                  |
| 15 | Ghosts                     | Fantasmi                      | 20 giugno 2009    |                  |
| 16 | In or Out                  | Dentro o Fuori                | 4 luglio 2009     |                  |
| 17 | Prisoners                  | Prigionieri                   | 11 luglio 2009    |                  |
| 18 | Belly of the Beast         | Nel Ventre della Bestia       | 1º agosto 2009    |                  |
| 19 | Three's a Crowd            | In Tre è il Caos              | 8 agosto 2009     |                  |
| 20 | Heroes Among Us            | Eroi Tra Noi                  | 15 agosto 2009    |                  |
| 21 | Not So Simple              | Non è Poi Così Semplice       | 22 agosto 2009    |                  |
| 22 | The Dome Dolls             | Ragazze all'Attacco           | 15 agosto 2009    |                  |
| 23 | And... Action              | E... Azione!                  | 25 agosto 2009    |                  |
| 24 | Ancient History            | Un Episodio Preistorico       | 5 settembre 2009  |                  |
| 25 | Key to the Past            | Una Chiave per il Passato     | 12 settembre 2009 |                  |
| 26 | Beyond a Doubt             | Senza Ombra di Dubbio         | 26 settembre 2009 |                  |
| 27 | Control-Alt-Delete         | Reset                         | 26 settembre 2009 |                  |
| 28 | Run Ziggy Run              | Scappa, Ziggy Scappa!         | 3 ottobre 2009    |                  |
| 29 | If Venjix Won              | Se Venjix Vincesse            | 19 dicembre 2009  |                  |
| 30 | End Game                   | Game Over                     | 19 dicembre 2009  |                  |
| 31 | Danger and Destiny: Part 1 | Pericolo e Destino (1ª Parte) | 26 dicembre 2009  |                  |
| 32 | Danger and Destiny: Part 2 | Pericolo e Destino (2ª Parte) | 26 dicembre 2009  |                  |

## Verso Corinth
- Titolo originale: The Road to Corinth
- Diretto da: Mike Smith
- Scritto da: Eddie Guzelian

## Dissolvenze
- Titolo originale: Fade to Black
- Diretto da: Mike Smith
- Scritto da: Eddie Guzelian

## Pioggia
- Titolo originale: Rain
- Diretto da: Mike Smith
- Scritto da: Eddie Guzelian

## Forza Verde
- Titolo originale: Go for the Green
- Diretto da: Jonathan Brough
- Scritto da: Jackie Marchand

## Stretta di Mano
- Titolo originale: Handshake
- Diretto da: Jonathan Brough
- Scritto da: John Tellegen

## Ranger Green
- Titolo originale: Ranger Green
- Diretto da: Jonathan Brough
- Scritto da: Eddie Guzelian

## Ranger Red
- Titolo originale: Ranger Red
- Diretto da: Vanessa Alexander
- Scritto da: John Tellegen

## Ranger Yellow (1ª Parte)
- Titolo originale: Ranger Yellow
- Diretto da: Vanessa Alexander
- Scritto da: Jackie Marchand

## Ranger Yellow (2ª Parte)
- Titolo originale: Ranger Yellow: Part 2
- Diretto da: Vanessa Alexander
- Scritto da: Jackie Marchand

## Ranger Blue
- Titolo originale: Ranger Blue
- Diretto da: Charlie Haskell
- Scritto da: Madellaine Paxson

## Dottor K
- Titolo originale: Doctor K
- Diretto da: Charlie Haskell
- Scritto da: Matthew Negrete

## Blitz
- Titolo originale: Blitz
- Diretto da: Charlie Haskell
- Scritto da: Eddie Guzelian

## Il Guardiano di Mio Fratello
- Titolo originale: Brother's Keeper
- Diretto da: Jonathan Brough
- Scritto da: John Tellegen

## Un Nuovo Corpo
- Titolo originale: Embodied
- Diretto da: Jonathan Brough
- Scritto da: Eddie Guzelian

## Fantasmi
- Titolo originale: Ghosts
- Diretto da: Jonathan Brough
- Scritto da: Eddie Guzelian

## Dentro o Fuori
- Titolo originale: In or Out
- Diretto da: Mike Smith
- Scritto da: John Tellegen

## Prigionieri
- Titolo originale: Prisoners
- Diretto da: Mike Smith
- Scritto da: Madellaine Paxson

## Nel Ventre della Bestia
- Titolo originale: Belly of the Beast
- Diretto da: Mike Smith
- Scritto da: Matthew Negrete

## In Tre è il Caos
- Titolo originale: Three's a Crowd
- Diretto da: Peter Salmon
- Scritto da: John Tellegen

## Eroi Tra Noi
- Titolo originale: Heroes Among Us
- Diretto da: Peter Salmon
- Scritto da: Judd Lynn

## Non è Poi Così Semplice
- Titolo originale: Not So Simple
- Diretto da: Peter Salmon
- Scritto da: Matthew Negrete

## Ragazze all'Attacco
- Titolo originale: The Dome Dolls
- Diretto da: Mike Smith
- Scritto da: John Tellegen

## E... Azione!
- Titolo originale: And... Action
- Diretto da: Mike Smith
- Scritto da: Judd Lynn

## Un Episodio Preistorico
- Titolo originale: Ancient History
- Diretto da: Mike Smith
- Scritto da: John Tellegen

## Una Chiave per il Passato
- Titolo originale: Key to the Past
- Diretto da: Mike Smith
- Scritto da: Jeffrey Newman

## Senza Ombra di Dubbio
- Titolo originale: Beyond a Doubt
- Diretto da: Charlie Haskell
- Scritto da: Judd Lynn

## Reset
- Titolo originale: Control-Alt-Delete
- Diretto da: Charlie Haskell
- Scritto da: David Garber

## Scappa, Ziggy Scappa!
- Titolo originale: Run Ziggy Run
- Diretto da: Charlie Haskell
- Scritto da: John Tellegen

## Se Venjix Vincesse
- Titolo originale: If Venjix Won
- Diretto da: Charlie Haskell
- Scritto da: Tiffany Louie

## Game Over
- Titolo originale: End Game
- Diretto da: Mike Smith
- Scritto da: John Tellegen

## Pericolo e Destino (1ª Parte)
- Titolo originale: Danger and Destiny: Part 1
- Diretto da: Mike Smith
- Scritto da: Judd Lynn

## Pericolo e Destino (2ª Parte)
- Titolo originale: Danger and Destiny: Part 2
- Diretto da: Mike Smith
- Scritto da: Judd Lynn